# La hora de los valientes
La hora de los valientes és una pel·lícula espanyola dirigida en 1998 per Antonio Mercero i protagonitzada per Gabino Diego i Leonor Watling. Mercero també n'és autor del guió, i se'n va inspirar llegint les memòries de Manuel Azaña.

## Argument
Manuel (Gabino Diego) és un jove anarquista entusiasmat dels quadres. Treballa com a zelador en el Museu del Prado. Quan esclata la guerra civil espanyola en 1936, la República, per mitjà de la Junta Central del Tresor Artístic, decideix traslladar les obres d'art del Museu del Prado de Madrid a València. Manuel aconsegueix rescatar el quadre de l'autoretrat de Francisco de Goya. La pel·lícula transcorre al Madrid republicà resistent amb totes les seves conseqüències: bombardejos, cartilles de racionament, registres, la incertesa de viure el dia a dia...
| «              | El Museu del Prado és més important per a Espanya que la Monarquia i la República juntes. | » |
| — Manuel Azaña |                                                                                           |   |

## Repartiment
- Gabino Diego - Manuel
- Leonor Watling - Carmen
- Adriana Ozores - Flora
- Luis Cuenca - Melquíades
- Héctor Colomé - Lucas
- Ramón Agirre – Porter
- Aten Soria - Filo
- Juan José Otegui - Professor Miralles
- Josep Maria Pou – Heliodoro
- Txema Blasco - Cunyat Professor
- Ramón Langa - Director Belles Arts

## Premis
XIII Premis Goya
| Categoria                    | Persona           | Resultat   |
| ---------------------------- | ----------------- | ---------- |
| Millor actriu                | Leonor Watling    | Candidata  |
| Millor actor                 | Gabino Diego      | Candidat   |
| Millor actriu de repartiment | Adriana Ozores    | Guanyadora |
| Millor direcció de producció | Mikel Nieto       | Candidat   |
| Millor vestuari              | Javier Artiñano   | Candidat   |
| Millors efectes especials    | Juan Ramón Molina | Candidat   |

21è Festival Internacional de Cinema de Moscou
| Categoria      | Resultat   |
| -------------- | ---------- |
| Jordi de Plata | Guanyadora |